# Eisten
es una comuna suiza del cantón del Valais, localizada en el distrito de Visp. Limita al norte con las comunas de Staldenried y Visperterminen, al este con Simplon, al sur con Saas-Balen, y al basura Sankt Niklaus, Grächen y Stalden.